# 愛知県立岡崎商業高等学校
愛知県立岡崎商業高等学校（あいちけんりつおかざきしょうぎょうこうとうがっこう, Aichi Prefectural Okazaki Commercial High School）は、愛知県岡崎市栄町にある公立の商業高等学校。略称「岡商」（おかしょう）。

## 概要

### 歴史
1902年（明治35年）に設置された「岡崎町立商業補習学校」を前身とする。現校名となったのは1955年（昭和30年）。2012年（平成24年）に創立110周年を迎えた。

### 設置課程・学科
全日制課程（4学科）：1年次には生徒全員が共通の科目を学び、2年次より以下のコースに分かれる。
- 総合ビジネス科（旧・商業科）
- 国際ビジネス科（旧・国際経済科）
- 情報会計科（旧・事務科）
- 情報処理科

### 校訓
- 「開拓精神の啓培」
- 「下座の行を尊ぶ」
- 「創造性を培う」

### 教育目標
「民主的日本国家の形成者として人間尊重の精神に富み、知性・創造性が豊かで勤労・責任・実行を尊ぶ心身ともに健康な産業人を育成する」

### 校章
ギリシア神話の商業神ヘルメスが持つ2匹の蛇が巻き付いた杖（ケーリュケイオン）を背景にして中央に「商」の文字を置いている。なお、ヘルメスは校歌の歌詞にも登場し、創立90周年を記念して造成された庭園の名称にもなっている。

### 校歌
作詞は稲葉義弘、作曲は愛知学芸大学音楽教室による。歌詞は3番まであり、校名は歌詞に登場しない。

### 制服
男女両方ブレザーである。

### 同窓会
「岡崎商友会」と称している。

## 沿革

### 商業学校時代
- 1902年（明治35年）7月1日 - 「岡崎町立商業補習学校」が開校。仮校舎を門前町の随念寺に設置。
- 1904年（明治37年）4月17日 - 校舎を六供町の旧岡崎高等小学校跡地へ移転。
- 1909年（明治42年）4月13日 - 校舎を連尺町の元・岡崎町立高等女学校跡へ移転。
- 1910年（明治43年）
  - 3月31日 - 校舎を門前町の投尋常小学校伝馬分教場跡へ移転。
  - 4月1日 - 「岡崎町立商業学校」と改称。乙種の商業学校[1] に改編される。
- 1913年（大正2年）12月26日 - 新校舎が明大寺町に完成し、移転を完了。
- 1916年（大正5年）10月1日 - 岡崎町が市制施行で岡崎市になったため、「岡崎市立商業学校」と改称。
- 1918年（大正7年）4月1日 - 甲種商業学校[2] に昇格。
- 1934年（昭和9年）3月31日 - 講堂が完成したことにより、1920年（大正9年）から始まった増築工事が完了。
- 1941年（昭和16年）5月1日 - 岡崎市立第二商業学校（定時制）を併設。
- 1943年（昭和18年）3月9日 - 火災により本館を焼失。
- 1944年（昭和19年）4月1日 - 教育ニ関スル戦時非常措置方策によって「岡崎市立工業学校」に転換。後に愛知県立岡崎工業学校に統合。
- 1945年（昭和20年）7月19日 - 岡崎空襲により、校舎を焼失。
- 1946年（昭和21年）4月1日 - 「岡崎市立商業学校」に戻る。
- 1947年（昭和22年）4月1日 - 学制改革（六・三制の実施）が行われ、商業学校の募集を停止。
- 1948年（昭和23年）1月10日 - 新校舎が完成。

### 新制商業高等学校
- 1948年（昭和23年）
  - 4 月1日 - 学制改革（六・三制の実施）により商業学校が廃止され、新制高等学校「岡崎市立商業高等学校」が発足。
  - 10月1日 - 「岡崎市立高等学校」に統合され、同校の全日制・定時制の商業課程となる。校舎を六供町の岡崎市立高等女学校跡に移転。
- 1952年（昭和27年）4月1日 - 岡崎市から愛知県に移管され、「愛知県立岡崎北高等学校 商業課程」に改称。
- 1955年（昭和30年）
  - 4月1日 - 商業課程が分離し、「愛知県立岡崎商業高等学校」（現校名）として独立。
  - 4月10日 - 岡崎北高等学校から定時制課程が移管される。
- 1960年（昭和35年）4月1日 - 経営管理科を新設。
- 1962年（昭和37年）
  - 1月10日 - 現在地に普通教室棟（第2棟）が完成し、新旧校舎で授業を開始。
  - 12月1日 - 新校舎がすべて完成し、移転を完了。
- 1965年（昭和40年）6月5日 - 講堂兼体育館が完成。
- 1967年（昭和42年）1月9日 - 総合グラウンドが完成。
- 1968年（昭和43年）7月25日 - プールが完成。
- 1971年（昭和46年）3月31日 - 武道場が完成。
- 1972年（昭和47年）9月28日 - 特別教室棟（第4棟）が完成。
- 1975年（昭和50年）3月31日 - 定時制課程を廃止。
- 1978年（昭和53年）4月5日 - 事務科を設置。
- 1981年（昭和56年）2月19日 - 産業振興棟（第5棟）が完成。
- 1986年（昭和61年）4月25日 - 乙川河川工事に伴うグラウンド、コート、弓道場が完成。
- 1989年（平成元年）4月1日 - 情報処理科を設置。
- 1990年（平成2年）3月23日 - 情報処理棟（第6棟）が完成。
- 1993年（平成5年）7月19日 - 創立90周年を記念して庭園「ヘルメスの庭」が完成。
- 1995年（平成7年）4月1日 - 国際経済科を設置。
- 1996年（平成8年）3月18日 - 語学演習装置を設置。
- 1998年（平成10年）1月23日 - インターネットに接続。
- 2002年（平成14年）
  - 6月 - インターネットカフェ「おかショップ（OKASHOP）」を開店。
  - 11月2日- 創立100周年記念式典を挙行。
- 2004年（平成16年）4月1日 - 国際経済科を国際ビジネス科に改称。
- 2005年（平成17年）4月1日 - 商業科を総合ビジネス科に改称。
- 2006年（平成18年）
  - 1月13日 - OKASHOPで販売している「天下の飴」が商標登録される。
  - 4月1日 - 情報会計科に進学コースを新設。
- 2012年（平成24年）3月7日 - 第4棟、第5棟の耐震改修工事が完成。
- 2013年（平成25年）7月29日 - 岡崎女子大学・岡崎女子短期大学と高大連携協定を締結。
- 2015年（平成27年）1月15日 - 「楽天IT学校甲子園」で情報処理科のチームが全国優勝。同大会は、インターネット通販のホームページ制作に対しその成果を表彰するもの[3]。

## ギャラリー
- 明大寺町にあった岡崎市立商業学校
- 軟式テニスの試合（1924年頃）
- 明大寺町にあった岡崎市立商業学校
- 乙川左岸から本校を望む
- カワヅザクラ並木と本校

## 学校行事

### 1学期
- 4月 - 入学式、始業式・新入生歓迎会、離任式、体力テスト
- 5月 - 就職面接指導、1年野外活動、2・3年遠足、中間考査
- 6月 - 音楽コンクール、期末考査
- 7月 - 期末考査、終業式
- 8月 - 出校日、体験入学

### 2学期
- 9月 - 始業式、避難訓練、課題考査、体育祭
- 10月 - 中間考査、文化祭、
- 11月 - 2年期末考査
- 12月 - 2年修学旅行、1・3年期末考査、演劇鑑賞会、終業式

### 3学期
- 1月 - 始業式、課題考査
- 2月 - 学年末考査、2年進路適性検査、3年生を送る会
- 3月 - 卒業式、終業式

## 部活動

### 運動部
- 男子ソフトテニス部
- 女子ソフトテニス部
- 弓道部
- 剣道部
- 柔道部
- 体操部
- 陸上競技部
- 女子ソフトボール部
- 男子バスケットボール部
- 女子バスケットボール部
- 女子バレーボール部
- 女子ハンドボール部
- 水泳部
- 硬式野球部
- 卓球部
- 女子サッカー部

### 文化部
- 音楽部
- 吹奏楽部
- 演劇部
- 新聞部
- 茶華道部
- 国際交流部
- ワープロ部
- 情報処理部
- 商業美術部
- 電卓部
- 簿記部
- 家庭部
- OKASHOP部

## 裁判・訴訟
2009年（平成21年）10月3日、男性教諭（当時42歳）がくも膜下出血で死亡、地方公務員災害補償基金が「公務外」と認定。
2017年（平成29年）3月1日、名古屋地方裁判所（寺本昌広裁判長）は「特に過重だとは肯定も否定もできない」としながらも教諭が担当していた授業、部活顧問、校務分掌、体験入学の準備など勤務内容の「質」と併せて総合的に検討した結果、過労死と判断。地方公務員災害補償基金が「公務外」とした認定処分を取り消し、公務災害であることを認める判決が出された（平成26年（行ウ）第16号 公務外認定処分取消請求事件）。

## 著名な出身者
- 鈴木正雄（実業家、松坂屋元社長・会長）
- 権田銈次（実業家、豊田自動織機元社長）
- 内田喜久（元岡崎市長）
- 平泉成（俳優）
- 鈴木隆（プロ野球選手）
- 鈴木雷太（自転車競技選手）
- 森崎まみ（タレント）
- 六車勇輝（元俳優）
- Split BoB（ガールズバンド）

## 交通アクセス

### 最寄りの鉄道駅
- 名古屋鉄道（名鉄）名古屋本線
  - 「東岡崎駅」下車後、徒歩で約20分。
  - 「男川駅」下車後、徒歩で約15分。

### 最寄りのバス停
- 名鉄バス 「岡崎げんき館前」バス停下車後、徒歩で約8分。

### 最寄りの道路
- 国道1号（東海道）
- 東名高速道路 岡崎IC
- 愛知県道26号岡崎環状線（竜東メーンロード）

## その他
- 国家資格の基本情報技術者試験（FE）の午前科目免除制度の認定校となっている[5][6]。
- 令和5年、税理士試験の科目「簿記論」合格者を輩出している。

## 周辺
学校周辺には工場が多い。
- 岡崎市立根石保育園
- 乙川

## 参考資料
- 「岡商百年史 過ぎし日々～未来へ」（2002年（平成14年）11月出版, 岡崎商友会）